# كورت أبوت
كورت أبوت (بالإنجليزية: Kurt Abbott)‏ هو لاعب كرة قاعدة أمريكي، ولد في 2 يونيو 1969 في زانيسفيل في الولايات المتحدة.

## وصلات خارجية
- كورت أبوت على موقعبيزبول رفرنس.كوم (الدوري الرئيسي) (الإنجليزية)
- كورت أبوت على موقعبيزبول رفرنس.كوم (الدوري الثانوي) (الإنجليزية)
- كورت أبوت على موقع مشجعي الرسوم البيانية (الإنجليزية)